# Facundo Parra
Facundo Parra (ur. 15 czerwca 1985 w Buenos Aires) – argentyński piłkarz  występujący na pozycji napastnika.